# Köldukvíslarjökull
Le Köldukvíslarjökull, toponyme islandais  signifiant littéralement en français « le glacier de la Kaldakvísl », est un glacier d'Islande qui constitue une langue glaciaire du Vatnajökull, une des plus grandes calottes glaciaires du monde. Ses eaux de fonte donnent naissance à la Kaldakvísl et la Sveðja.
Il est encadré au nord-est par le Fremsta-Bálkafell et au sud par l'Hamarinn.